# Wet op de handelspraktijken
De wet van 14 juli 1991 betreffende de handelspraktijken en de voorlichting en bescherming van de consument (WHPC) was een Belgische wet waarin de rechten en plichten van consumenten en handelaars met betrekking tot de koop en verkoop van producten en diensten zijn vastgelegd. 
De WHPC had voornamelijk tot doel de consument te beschermen tegen oneerlijke handelspraktijken en moest zorgen voor een stel wettelijke bepalingen die garant staan voor een degelijke voorlichting van de consument. De wet legde onder meer de modaliteiten vast inzake reclame, de prijsaanduiding van producten, de etikettering en de benaming van oorsprong. Zij werd opgeheven door de wet van 6 april 2010 betreffende marktpraktijken en consumentenbescherming (WMPC), die in werking trad op 12 mei 2010.
Intussen is het geheel van de consumentenrechten, in uitvoering van Richtlijn 2011/83/EU, ondergebracht in boek VI "Marktpraktijken en consumentenbescherming" van het Wetboek van economisch recht.